# Voez
VOEZ là trò chơi miễn phí về âm nhạc chơi theo giai điệu, sản xuất bởi Rayark Inc. Trò chơi được phát hành vào tháng 5 năm 2016 cho iOS và đúng một tuần sau đó vào tháng 6, phiên bản Android đã có mặt. Vào tháng 2 năm 2017, có thông báo rằng sẽ có một bản phát hành trên Nintendo Switch bởi Flyhigh Works, vào tháng 3 cùng năm trò chơi đã phát trên toàn thế giới.

## Cách chơi

Một nốt nhạc (hình thoi đỏ đen) sẽ là một nhịp điệu của bài nhạc. (1) và (1a): giữ đường đen dài/các nối trắng, (2): trượt hai bên, (3): vuốt sang trái <, phải >, (4): chạm

Khi mỗi nốt đến gần vạch ngang, là lúc người chơi phải nhanh tay chạm hoặc không sẽ bỏ lỡ nốt. Qua mỗi vòng, người chơi phải chạm, giữ, trượt hoặc vuốt nốt tùy thuộc vào kiểu chơi của nốt đó.
Điểm số đặt theo những tựa đề khi nhiều nốt được chơi chính xác như Max Perfect (Siêu hoàn hảo; khi một lượng nốt chơi đúng liên tục), Perfect (Hoàn hảo; khi nhiều nốt được chơi đúng), OK (Được; khi số ít nốt được chơi đúng) hoặc chơi sai hay bỏ lỡ vài nốt: Miss (Trượt) và cuối cùng Full Combo (khi tất cả nốt được chơi đúng gần cuối bài). Ngoài ra, các cấp bậc cũng được tính như: 
- S: 950,000 điểm hoặc hơn
- A: 880,000 điểm
- B: 780,000 điểm
- C: điểm quá thấp

Ngoài ra, mỗi bài nhạc còn có ba chế độ khác nhau: Easy (Dễ) - Hard (Khó) - Special (Đặc biệt), người chơi có thể + để tăng tốc độ nốt rơi nhanh hơn và thử sức chơi của mình với cái khó, hay - để giảm tốc độ vừa hoặc chậm hơn để bắt kịp.

## Phát hành
VOEZ được phát hành vào ngày 26 tháng 5 năm 2016 cho iOS trên App Store và vào ngày 2 tháng 6 năn 2016 cho Android trên Google Play.

## Đón nhận
Trò chơi đã gặt hái nhiều lời đánh giá tích cực. Rob Rich từ Game Zebo cho nó 4.5 điểm, anh khen ngợi về cách mà hiệu ứng trò chơi ảnh hưởng trực tiếp tới cảm xúc người chơi, "chúng thật nhẹ và sắc nét. Đây cũng có cảm giác thấy năng lượng trong ta bồng bềnh như khi mấy cái cột di chuyển..."
Gần 3 tuần kể từ khi lần đầu phát hành, Rayark đã thông báo trò chơi có hơn 3 triệu lượt tải xuống, với tổng cộng 900.000 người chơi mỗi ngày.